# Konzervacija plastike
Konzervacija plastike jedna je od specijalnosti unutar konzervacije restauracije predmeta kulturne baštine.Posvećena je kako preventivnoj konzervaciji tako i interventivnoj konzervaciji predmeta od plastike.Od izrazitog značaja za proces konzervacije plastičnih predmeta je i temeljito, minimalno barem teoretsko, a poželjno i praktično poznavanje uzroka i značajki propadanja istih, te najvažnijih tehnika izrade izrađevina od plastike.Neophodno je i barem elementarno poznavanje povijesnog razvoja plastike. Veliku važnost ima i poznavanje suvremene konzervatorske prakse i teorije, ali i etike, te poznavanje znanstveno zasnovanih metoda istraživanja.

## Povijest uporabe plastike u likovnoj umjetnosti
Prvi pravi pokušaj uporabe plastike u umjetnosti možemo naći u radovima ruskog kipara Nauma Gaboa ( 1890. – 1977. )

## Metode obrade
- lijevanje
- toplo prešanje (tiještenje)

## Osnovne vrste, te počeci primjene pojedinih vrsta plastike
- vulkanizirana guma - 1838.
- celuloid - 1870.
- kazeinska smola - galalit - 1897.
- fenolne smole - bakelit - 1907.
- polistirol- 1930.
- polietilen - 1933.
- poliester - 1933.
- melaminske smole - 1938.
- polimetimetakrilat - pleksiglas - 1933.
- polivinil klorid - pvc - 1935.
- poliamid - najlon - 1938.
- politetrafluoretilen - teflon - 1938.
- silikonske smole - 1940.
- poliuretan - 1941.
- polietilentereftalat - 1941.
- epoksidne smole - 1946.
- stiropor - 1949.
- polipropilen - 1954.
- polikarbonat - 1958.
- akrilnitril-butadien-stirol - abs - 1945.
- 1959 Poliformaldehid - (Acetal smole,Delrin)
- 1965 Polisulfoni
- 1966 Poli(fenilen oksid)
- 1970 Poli(butilen tereftalat)
- 1970.Kevlar
- 1982 Poli (eterimid)
- 1983 Poli (eterketon)
- 1985 Tekući kristalni polimeri
- 1986 Polikarbonat/ABS mješavine
- 1987-1991 Poli(anilin)
- 1990 Buckminsterfulleren
- 1991 Polipirol
- 2000 Biorazgradiva plastika

## Metode identifikacije
Precizno određenje vrste plastike od koje je objekt sačinjen izrazito je važno kako kod određenja mjera preventivne zaštite tako i kod izvođenje zahvata na istom.

### Destruktivne
- Spot testovi
- Test s užarenom iglom

### Nedestruktivne
- Raman spektroskopija
- FTIR

## Uzroci propadanja
Od izuzetno velikog broja sintetskih polimera kao izrazito problematične i sklone propadanju možemo izdvojiti sljedeće :acetilceluloza,nitroceluloza,poliuretan,te polivinil klorid.
Možda je najteži dio propadanja plastike taj što se ne može vidljivo vidjeti kakve se kemijske reakcije događaju unutar polimera, pa čak niti prepoznati vrsta plastike dok ne bude prekasno. Obično će sva plastika ispuštati izrazit miris, propuštati toksine ili će se na neki način početi skupljati ili pucati. Iako će se pogoršanje neizbježno dogoditi, važno je znati uzroke i moći ga ublažiti.
Uzrok pogoršanja stanja objekata od plastike može se povezati s dobi, kemijskim sastavom, skladištenjem i nepravilnim rukovanjem predmetima. Konzervatori su tu kako bi usporili procese propadanja uzimajući u obzir 4 vodeća uzroka pogoršanja njihova stanja:
Starenje - kada se plastika prvi put proizvela u 19. stoljeću, bila je sastavljena od poluorganskog materijala, pa su se ovi predmeti tijekom godina propadali zbog nedostatka istraživanja i nepravilnog rukovanja tom plastikom.
Kemijski uzroci - Ovisno o kemijskom sastavu predmeta, konzervatori mogu razumjeti kako će se isti s vremenom ponašati. Ostale kemijske reakcije proizlaze iz topline, kisika, svjetlosti, tekućina, aditiva i bioloških napada jer one mogu uzrokovati ubrzano propadanje.Kemijske reakcije uzrokuju i predmeti koji dolaze u kontakt s vodom i kisikom.
Pohrana - Kada se predmeti nepravilno čuvaju, može doći do onečišćenja i pogoršanja. To se često događa kada temperatura ili relativna vlaga fluktuiraju u skladišnom prostoru, jer to dovodi do reakcije polimera na okoliš i počet će se pogoršavati i moguće onečišćivati okolne predmete. Na pohranu također treba razmišljati kao na predmet kad je izložen, jer je to onda kad je objekt izložen svjetlima i kada temperatura i vlažnost zraka mogu varirati, a mogućnost stvaranja plana prilagođavanja izložbenog predmeta dok je izložen može pomoći u sprečavanju bilo kakvih šteta.
Nepravilno rukovanje - To je djelomično posljedica nepravilnih tehnika čišćenja pri korištenju vode ili otapala na materijalima koji ne podržavaju te metode čišćenja.  Također se prilikom rukovanja objektima može dogoditi ljudska pogreška koja može prouzročiti ogrebotine ili druga oštećenja.

## Vrste propadanja plastike
Razumijevanje različitih vrsta kemijske razgradnje plastike jer to pomaže odrediti čemu ne izlagati plastiku. Kako se stanje polimera koji grade plastiku može lako pogoršati zbog promjena temperature, prisutnosti vode ili svjetlosti, važno je razumjeti kako spomenuti utječu na iste. U nastavku su navedene kemijske reakcije koje uzrokuju promjenu strukture polimera.
Fotooksidativna razgradnja odnosi se na razgradnju plastičnih predmeta izlaganjem UV i vidljivoj svjetlosti,  valna duljina koja će oštetiti plastiku ovisi o sastavu polimera. Općenito, međutim, svjetlost će utjecati na plastiku i najbolja je praksa držati plastiku što dalje od izvora svjetlosti.
Toplinska razgradnja utječe na cijelu jedinicu polimera od koje se objekt sastoji, a na njega utječe temperatura i količina svjetlosti kojoj je isti izložen.
Razgradnja izazvana ozonom pogoršat će stanje zasićenih i nezasićenih polimera kad je polimer izložen "ozonu u zraku", te će ubrzati proces propadanja.  Provodi se test kako bi se utvrdilo jesu li predmeti izloženi uzimanjem malih uzoraka i analizom pomoću FTIR tehnike.
Katalitička razgradnja Uglavnom se fokusira na polimere plastičnog otpada koji se pretvaraju u ugljikovodike
Biorazgradnja - kada se površina ili čvrstoća plastike promijene, ta svojstva omogućuju joj razgradnju ili mineralizaciju ugljičnim dioksidom i vodom. 
Razgradnja hidroperoksidima dolazi od prisutnosti metala i metalnih iona na plastičnom materijalu, također može dovesti do propadanja predmeta .

## Tabelarni prikaz uzroka propadanja plastike
| Plastika                              | UV Radijacija i prejako svijetlo fotoliza, fotooksidacija         | Vlaga (visoka relativna vlaga i stalne promjene iste,hidroliza,bubrenje,skupljanje)                | Zagađenje                                                             | Opasan za susjedne predmete mrlje,korozija, ljepljivost, plinovi                                        |
| ------------------------------------- | ----------------------------------------------------------------- | -------------------------------------------------------------------------------------------------- | --------------------------------------------------------------------- | --- |
| akrilik                               | otporan                                                           | otporan                                                                                            | otopa se,nabubri,stres,pucanje                                        | |
| Kazein formaldehid, derivati proteina |                                                                   | formaldehid plin, pucanje zbog bubrenja/stezanja, pljesnjivi,postaje lomljiv                       | bubrenje zbog kontakta s vodom,otporan na otapala                     | formaldehid, hidrogen sulfid,drugi plinovi koji sadrže sunpor                                           |
| celulozni acetat                      | požuti,postaje lomljiv                                            | hidrolizom nastaje octena kis. Bijeli prah kao ostatak                                             | otopljeno ili nabubreno                                               | plin octene kis., uljasti plastifikator te produkti razgradnje na površini                              |
| Celulozni nitrat                      | požuti,postaje krt                                                | hidrolizom nastaju octena kis. i oksidirajući plinovi dušičnog oksida                              | otopa se,bubri                                                        | kiseli i oksidirajući plinovi dušičnog oksida,plastifikatori i produkti razgradnje izbijaju na površinu |
| najlon (poliamid)                     | požuti ,postaje krt                                               | potencijalna hidroliza u ekstremnim uvjetima                                                       | omekšava,bubri                                                        | |
| fenoli (fenol formaldehid             | diskoloracija ili mat površina                                    | diskoloracija i još više mat površina                                                              | punilo nabubri , još više mat površina                                | fenol i formaldehid,teška degradacija                                                                   |
| poliolefin (polietilen. polipropilen) | požuti ,postaje lomljiv                                           | otporan                                                                                            | nabubri u nekim organskim otapalima                                   | |
| polistiren                            | požuti,postaje lomljiv                                            | otporan                                                                                            | otapa se, nabubreni,ispuca                                            | |
| poliuretan                            | požuti,postaje krt,ljepljiv,mrvi se                               | požuti,postaje krt,ljepljiv,mrvi se                                                                | nabubri,puca                                                          | nitrogeni organski plinovi i tekućine                                                                   |
| poli(vinil klorid)                    | požuti,postaje lomljiv                                            | otporan                                                                                            | otapa se,bubri,postaje krt zbog gubitka plastifikatora                | uljaste tekućine plastifikatora, možda plin klorovodične kis.,kod ekstremne vlage i svijetla            |
| guma, ebonit, vulkanit                | postaje lomljiva,diskolorirana, gubi sjaj tj površina postaje mat | hidrogen sulfid i drugi plinovi, sulfatna kis. na površini                                         | površina zamagljena otapalima                                         | hidrogen sulfid drugi plinovi koji sadrže sumpor, sulfatna kis. na površini                             |
| sve plastike (i organski materijali)  | skloni oštećenju uv zrakama,požute i postaju lomljivi             | kondenzacijske plastike poput estera, amida, i uretana ,sklone su hidrolizi i postupnom slabljenju | termoplastike se mogu otopiti,termoutvrđujuće mogu nabubriti,popucati | štetni plinovi se izlučuju,klor,sumpor                                                                  |

## Preventivna konzervacija
Plastične predmete treba čuvati na tamnom,hladnom i suhom mjestu.Temperatura u prostoru za čuvanje ne bi trebala prelaziti 20 C,uz relativnu vlažnost zraka od 30 - 50 %.Posebno paziti na potpuno reduciranje ultraljubičastog zračenja.Kod izlaganja razina vidljivog svijetla od 50 - 150 luksa.Kod čuvanja najbolje držati na tamnom mjestu.Kod rukovanja uvijek   koristiti lateks ili nitrilne rukavice.
Kod pojava propadanja - znači promjene boje,gubitka uobičajene konzistencije,izbijanja plastifikatora na površinu ,mrvljivosti i lomljivosti,neuobočajenog mirisa - predmete izdvojiti iz ostatka zbirke,za predmete od acetil i nitroceluloze temperaturu smanjiti na 2-5 C.Isto važi i za predmete od polivinil klorida dok kod onih od poliuretana temperaturu držati na oko 20 C.
Posebno paziti na   korištenje primjerenih materijala kod izlaganja ili pohrane.
Propadanje u nekim slučajevima možemo kontrolirati odnosno usporiti uporabom sredstava koja upijaju zagađivače( zeolit,silika gel,art sorb, aktivni ugljen) ili kisik( postoje posebne vrećice sa sredstvom koje   apsorbira kisik).
Što češće kontrolirati stanje pohranjenih predmeta!

## Interventna konzervacija

### Dokumentiranje zatečenog stanja
Stanje predmeta   prije ,tijekom i nakon zahvata mora biti primjereno dokumentirano.Sastavni dio dokumentacije mora biti i detaljno navodenje svih postupaka i materijala korištenih pri zahvatu.Dokumentirati moramo i sva eventualna znanstvena ispitivanja provedena na predmetu,posebice ona usmjerena na egzaktno određenje materijala od koje predmet   jest,a u dokumentaciju mora biti uključena i preporuka za daljnje čuvanje predmeta.

### Donošenje odluka o potrebi,opsegu,te posljedicama zahvata
Idealno bi bilo da kod donošenja odluka učešće uzme što veći broj stručnjaka,kao minimum možemo uzeti stručnjaka za propadanje plastike,povjesničara umjetnosti,te konzervatora restauratora.

### Čišćenje
Za čišćenje nikako ne koristiti otapala,uz izuzetak destilirane vode.Predmete ne uronjavati u vodu već ih čistiti minimalno natopljenim tamponima vate.Mogu se koristiti i krpe od mikrovlakana.
Predmete od acetil i nitroceluloze,te kazeinsko formaldehidnih smola nipošto ne čistiti vodom!

### Obrada oštećenih predmeta
Kod popravka oštećenih predmeta uglavnom se koristimo lijepljenjem,no treba naglasiti da je najbolje koristiti isključivo ljepila koja ne otapaju osnovni materijal,uz primijenu ojačanja od Reemay(R) ili slične tkanine, te moždanica.Eventualno je moguće i korištenje 3 d ispisa.

### Izrada nedostajućih dijelova
Idealno bi dijelove bilo izraditi od plastike od koje je i sam predmet.Novoizrađeni bi dijelovi morali biti lako i jasno uočljivi te primjereno označeni.U slučaju potrebe moraju biti lako uklonjivi s tretiranog predmeta.Također eventualno je moguće i korištenje 3 d ispisa.

## Školovanje konzervatora plastike u Hrvatskoj
U Hrvatskoj trenutačno ne postoji mogućnost školovanja za konzervatora restauratora plastike.Plastika se kod nas susreće prije svega   kod tehničkih predmeta, u zbirkama industrijskog dizajna, tekstila i namještaja,te suvremene umjetnosti.

## Zakonska regulativa i zaštita prava konzervatora restauratora
Ako izuzmemo opće zakonske akte rad konzervatorsko-restauratorske službe u Hrvatskoj,pa i restauratora plastike danas prije svega određuju sljedeći propisi:
Za restauratore i restauratore tehničare koji rade u Hrvatskom restauratorskom zavodu,Hrvatskom državnom arhivu,Nacionalnoj i sveučilišnoj knjižnici,te samostalno,odnosno za restauratore i preparatore koji rade u muzejima:
- Pravilnik o stručnim zvanjima za obavljanje poslova na zaštiti i očuvanju kulturnih dobara te uvjetima i načinu njihova stjecanja (NN 104/19 na snazi od 8.11.2019.)
- Pravilnik o uvjetima za dobivanje dopuštenja za obavljanje poslova na zaštiti i očuvanju kulturnih dobara (NN 98/18)

## Slobodni software uporabiv u konzerviranju restauriranju plastike
- Besplatni američki program za vodenje restauratorske dokumentacije[4]
- ACORN (A COnservation Records Network) ,besplatno američko web bazirano radno okružje za dokumentiranje konzervatorsko restauratorskih zahvata  Arhivirana inačica izvorne stranice od 7. listopada 2017. (Wayback Machine)
- Besplatni operativni sustavi: sve Linux distribucije (npr. Debian, Ubuntu, Fedora ,Slackware,Puppy Linux...)
- Besplatne alternative Microsoft Word(R)-u: OpenOffice.org,LibreOffice, AbiWord
- Uređivanje fotografija:GIMP, VIPS,[5] ImageJ
- Slobodni preglednici slika:GQview, Xnview,IrfanView
- Stolno izdavaštvo, izrada plakatnih prezentacija: Scribus

## Vanjske poveznice
- Museum of Design in Plastics
- POPART: an international collaborative research project about the preservation of plastic artefacts in museums  Arhivirana inačica izvorne stranice od 1. studenoga 2011. (Wayback Machine)
- Conservation of plastics
- [neaktivna poveznica]
- Deutsches Kunsstoff Museum
- Dokumentation Restaurierung einer Celluloseacetat-Tasche  Arhivirana inačica izvorne stranice od 6. lipnja 2014. (Wayback Machine)
- PlArt museo  Arhivirana inačica izvorne stranice od 9. listopada 2011. (Wayback Machine)
- Conservation of rubber
- Etude, consolidation et protection de caoutchouc naturel
- THE CONSERVATION OF A PLASTIC MASK BY MARISOL
- Care of plastics:Malignant Plastics
- Los plásticos en el arte y el diseño hasta 1945: historia, tecnología, conservación e identificación  Arhivirana inačica izvorne stranice od 17. ožujka 2021. (Wayback Machine)
- Care of Objects Made from Rubber and Plastic  Arhivirana inačica izvorne stranice od 21. prosinca 2013. (Wayback Machine)
- Martuscelli,E. The chemistry of degradation and conservation of plastic artefacts  Arhivirana inačica izvorne stranice od 6. lipnja 2014. (Wayback Machine)
- Martuscelli,E. Degradation and preservation of artefacts in synthetic plastics  Arhivirana inačica izvorne stranice od 6. lipnja 2014. (Wayback Machine)
- Identification of plastics and elastomers  Arhivirana inačica izvorne stranice od 3. prosinca 2018. (Wayback Machine)
- Ryf,S. Weichmacherverlust bei PVC-Objekten von Joseph Beuys – Versuche zu kurativen und konservatorischen Massnahmen
- The conservation of polymeric materials in museum...  Arhivirana inačica izvorne stranice od 20. veljače 2021. (Wayback Machine)

## Video zapisi
- Plastics in Peril: Focus on Conservation of Polymeric Materials in Cultural Heritage,snimke   izlaganja,Cambridge 2020.